# Атум
Атум (Jtm) — примордіальний бог першотворення Всесвіту в давньоєгипетській міфології.
Він символізував первинну та вічну єдність всього сущого. Згідно з геліопольським переказом, Атум, котрий створив сам себе, виник із примордіального хаосу — Нуна разом із самим хаосом.
Атум був солярним божеством, деміургом, що очолював геліопольску енеаду, один із найдавніших богів. В багатьох текстах він називається вечірнім сонцем, що заходить. Зображується у вигляді людини з подвійною короною на голові (його епітет — «володар обох земель», тобто Верхнього та Нижнього Єгипту), уособлювався також у вигляді змії та іхневмона.
Рука Атума — богиня Іусат. За геліопольським міфом «той, що створив себе сам» виник із примордіального хаосу Нуна (іноді його називають батьком Атума) разом із примордіальним горбом (з яким він також ототожнювався. Сам себе запліднивши (проковтнувши своє сім'я) Атум породив, виплюнувши з рота, богів-близнюків Повітря — Шу та Вологу — Тефнут, від яких пішла родюча Земля. — Геб та Небо — Нут.
В Мемфісі походження Атума вели від Птаха. Атум ототожнюється як з ним, так і з Хепрі (Хепрі в списках «Текстів пірамід» називається творцем Осіріса), Апісом (Атум-Апіс). Він зближується з Осірісом («живий Апім-Осіріс — володар неба Атума з двома рогами на голові»).
В міфі про винищення людей Атум (або Нун) очолює раду богів, на якій богині-левиці Хатор-Сехмет було доручено покарати людей, які замислили зло проти Ра. В іншому міфі розгніваний Атум погрожує зруйнувати все ним створене і перетворити Світ у водяну стихію. Згодом поклоніння Атуму було витіснене культом Ра, котрого ототожнювали з ним (Ра-Атум).